# ماین (اسپانیا)
ماللن (به اسپانیایی: Mallén) یک دهستان در اسپانیا است که در استان ساراگوسا واقع شده‌است. ماللن ۳۷ کیلومتر مربع مساحت و ۳٬۰۷۴ نفر جمعیت دارد و ۲۹۳ متر بالاتر از سطح دریا واقع شده‌است.